# Bolwell
Bolwell est une entreprise australienne qui produisait à l'origine des voitures de sport entre 1962 et 1979. Une nouvelle société du même nom a commencé la production de nouvelles voitures en 2009 après plusieurs années de concept et de show cars.

## Modèles

### MK IV
La Mk IV était une voiture en kit, proposée en tant que coupé avec des portes papillon et en tant que voiture de sport ouverte. Plus de 200 ont été produits entre 1962 et 1964.

### Mk V
75 coupés Mk V ont été produites entre 1964 et 1966, en utilisant principalement des composants Holden. 

### Mk VI
La Mk VI, également connue sous le nom de SR6, était une voiture de course à moteur central unique construite en 1968.

### Mk VII

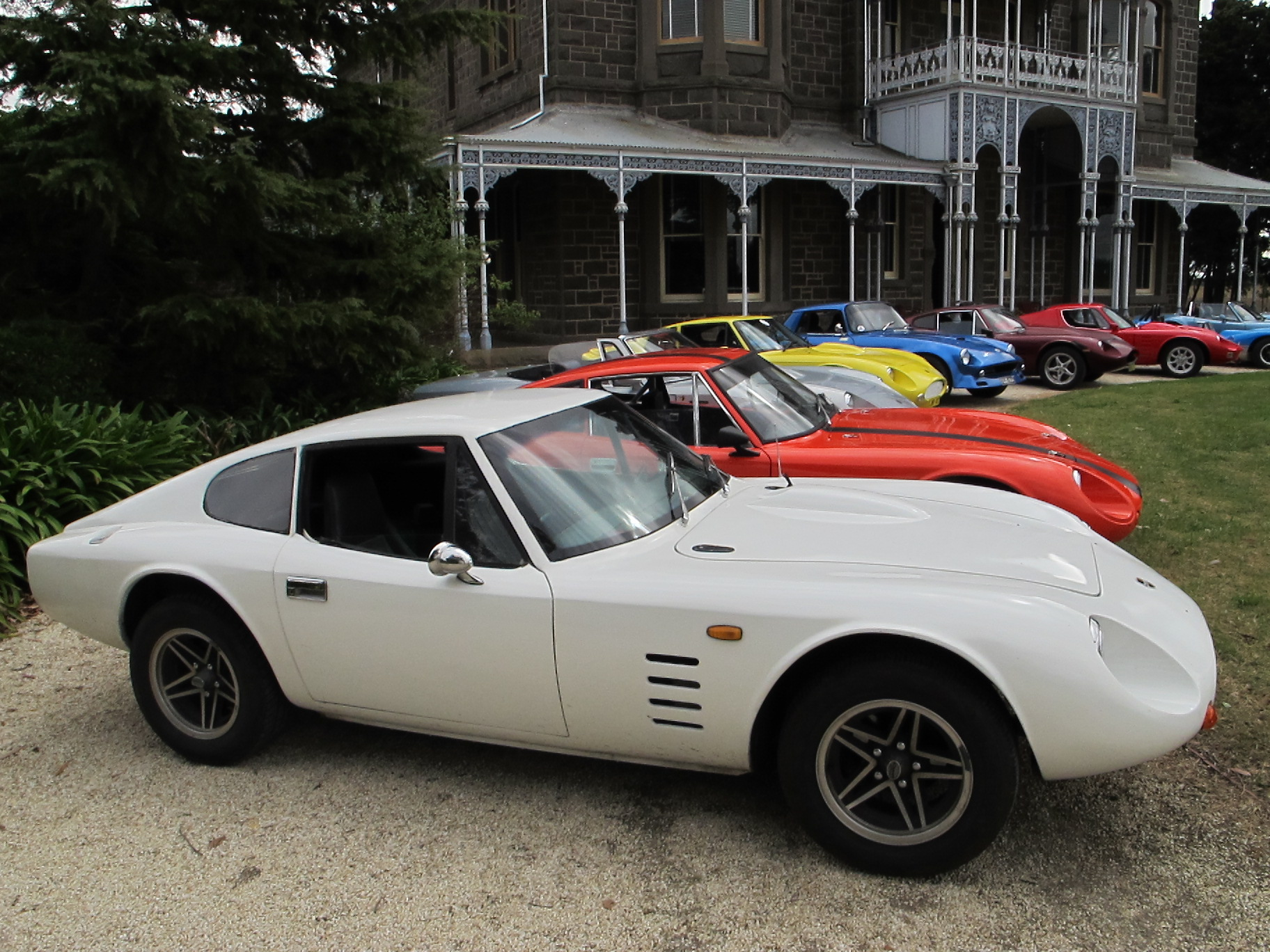
Bolwell Mk VII

400 exemplaires du coupé MK VII ont été produits entre 1967 et 1971, principalement sous forme de kits, mais également sous une forme entièrement construite. Des kits ultérieurs à partir de 1969 ont été construits par Kadala Cars pour Bolwell. Les voitures de la dernière version avaient un tableau de bord et des jauges Nagari, des sièges Nagari, un pédalier Nagari et des tringleries de suspension arrière de style Nagari.

### Mk VIII Nagari

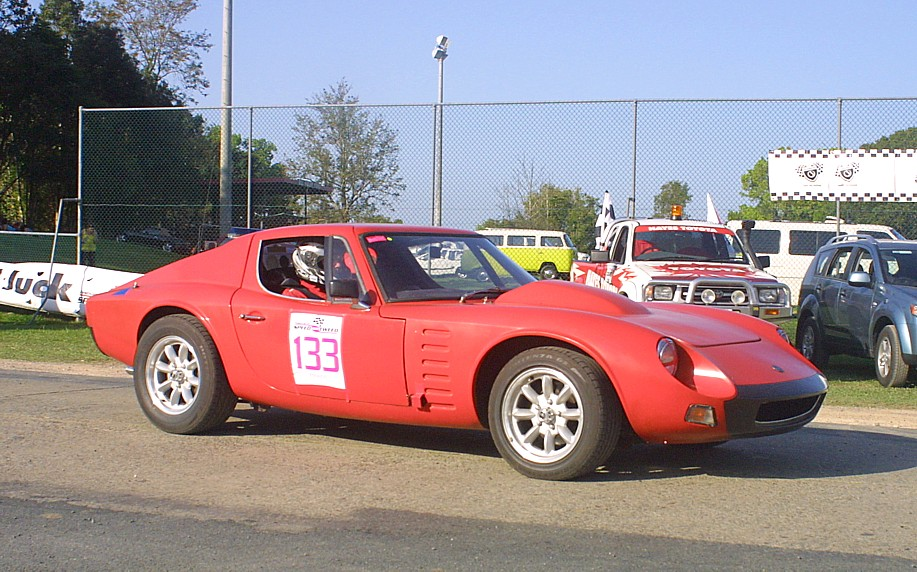
Bolwell Mk VIII Nagari

La Mk VIII, mieux connue sous le nom de Bolwell Nagari, était un modèle propulsée par un moteur Ford V8. Produite à partir de 1970, elle est entièrement construite dans l'usine de Bolwell. Elle était initialement proposée sous forme de coupé uniquement, un cabriolet étant disponible à partir de 1972. La production a cessé en 1974  avec 100 coupés et 18 cabriolets ayant été produits.

### Mk IX Ikara

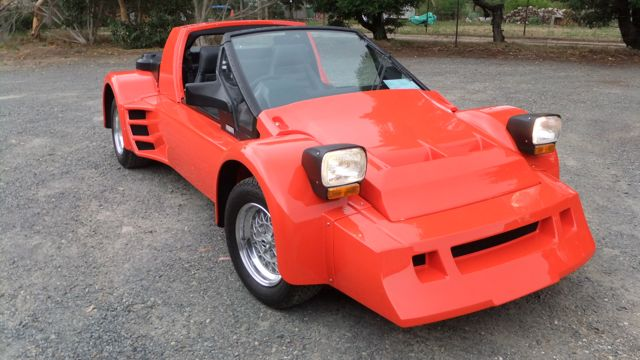
Bolwell Mk IX Ikara

La Mk IX Ikara, conçue en 1979, était une voiture de sport à moteur central en kit propulsée par un moteur 4 cylindres Volkswagen Golf de 1600 cm3. Il utilisait un châssis tubulaire et des panneaux de carrosserie en fibre de verre sans portes. Il n'y a eu que 12 exemplaires jamais produits,. Onze des véhicules survivent, dont un a besoin d'être restauré. La voiture n°9 a disparu.

### Mk X Nagari

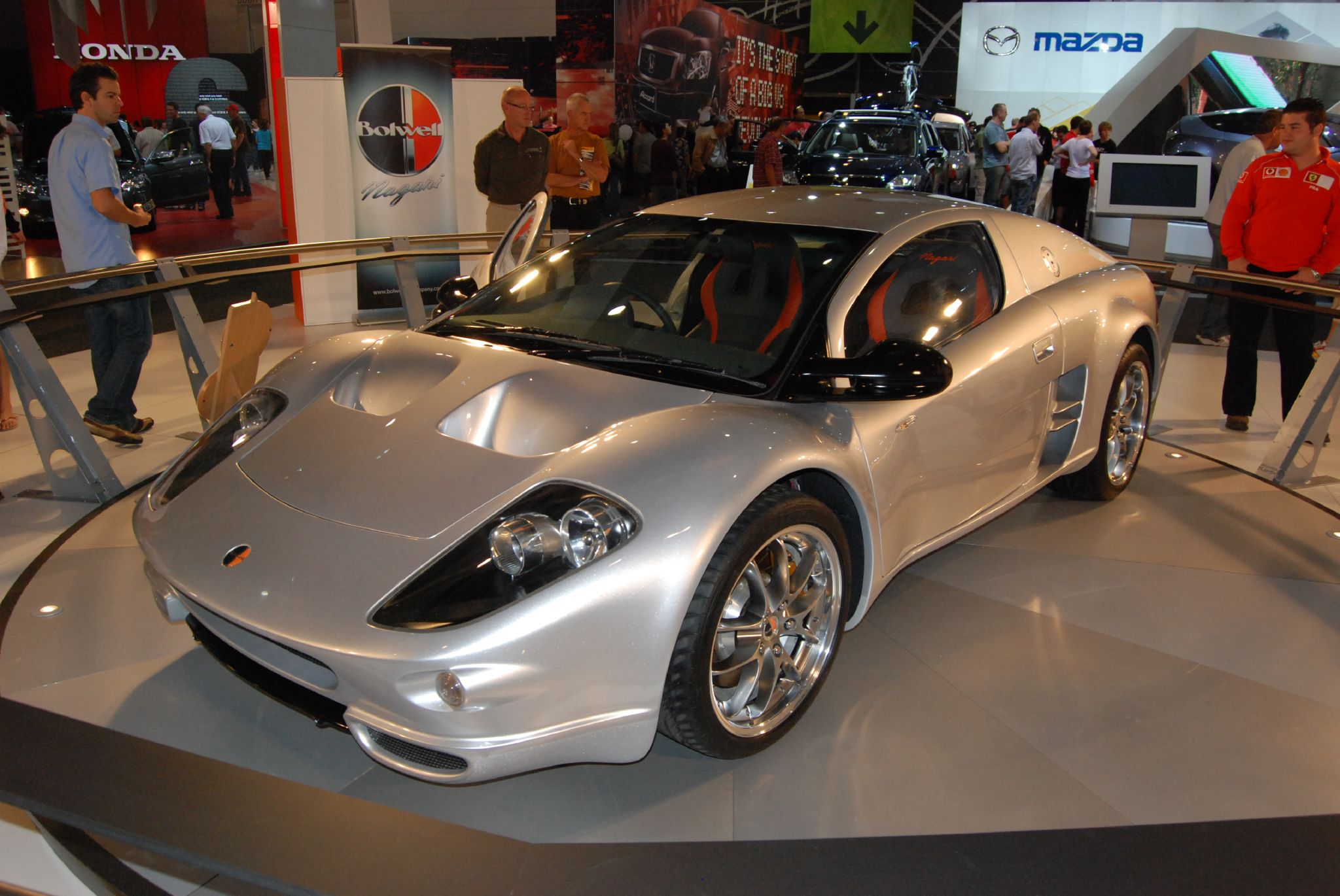
Bolwell Mk X Nagari.

Une nouvelle Bolwell Nagari, le Mk X, a été lancée au salon de l'automobile de Melbourne en mars 2008. La production a commencé en 2009.